# Спајдермен (ТВ серија из 1994)
Спајдермен (цртана серија из 1994)  је америчка суперхеројска анимирана телевизијска серија базирана на стрипу компаније Марвел комикс о суперхероју Спајдермену чији су аутори Стен Ли и Стив Дитко. Приказивала се на мрежи Фокс Кидс од 19. новембра 1994. до 31. јануара 1998. године и репризирала се  у блоку Jetix на Тон Дизнију и на Disney XD, са укупно пет сезона и шездесет и пет епизода. Продуцент / приређивач приче био је Џон Семпер, а продуцентска кућа је Марвел Филмска Анимација.
Серија се фокусира на Спајдермена и његовог алтер-ега Питера Паркера током његових факултетских година. Како прича почиње, Питер је већ стекао своје супермоћи и хонорарни је фотограф за Бугл. Цртана серија садржи већину класичних зликоваца Спајдермена, укључујући Кингпина, Зеленог Гоблина, Гуштера, Шокера, Доктора Октопусa, Мистеријa, Шкорпиона, Носорога, Лешинара и Веномa. Током серије Питер се супротставља романтичним љубавним интересима Мери Џејн Вотсон, Фелише Харди и њеног алтер ега Црном Мачком. У цртаној серији се налазе и наступи других Марвелових суперхероја; укључујући Икс-мене, Фантастичну Четворку, Ајронмена, Ратну Машину, Дердевила, Блејда, Доктор Стрејнџа, Панишера и Капетана Америку.
Ова серија је у Србији емитована титловано на српски језик на каналу РТС 2 свих 5 сезона.
Док је српска синхронизација издата само на ДВД-овима није приказивана на телевизији синхронизовано је првих 10 епизода прве сезоне синхронизацију је радио студио Призор. Гласове су позајмили: Марко Марковић, Бојан Лазаров, Марко Живић, Милан Чучиловић, Душица Синобад и Јована Цветковић, Гласови ликова су непостојани.  

## Епизоде
| Сезона | Сезона | Епизоде | Епизоде | Оригинално емитовање | Оригинално емитовање |
| Сезона | Сезона | Епизоде | Епизоде | Премијера            | Финале               |
| ------ | ------ | ------- | ------- | -------------------- | -------------------- |
|        | 1.     | 13      | 13      | 19. новембар 1994.   | 11. јун 1995.        |
|        | 2.     | 14      | 14      | 9. септембар 1995.   | 24. фебруар 1996.    |
|        | 3.     | 14      | 14      | 27. април 1996.      | 23. новембар 1996.   |
|        | 4.     | 11      | 11      | 1. фебруар 1997.     | 2. август 1997.      |
|        | 5.     | 13      | 13      | 12. септембар 1997.  | 31. јануар 1998.     |

## Пријем код публике
Спајдермен је био и веома цењен и комерцијално успешан, примајући широке критичке похвале за верност изворном материјалу, приказ многих различитих класичних прича из стрипа, дубоку усредсређеност на лични живот титуларног јунака, мотивације и слојевитости и слојевитост рад са ликовима, заједно са представом галерије Спајдермена. Такође је прикупила изузетно високе оцене за суботњи јутарњи цртић и недуго након премијере постала је највише оцењена и најпопуларнија дечја телевизијска емисија у Америци. Многи сматрају да је то највећа цртана серија Спајдермена икада направљена.
Отказивање након 65 епизода настало је због несугласица између извршног продуцента Ави Арад и водитељице мреже Маргарет Лоеш која је натерала да се цртана серија откаже.

## Награде
Писац / продуцент Џон Семпер освојио је Ани награду 1995. за најбоље појединачно остварење у писању у пољу анимације за епизоду "Дан камелеона". Спајдермен је такође номинован за једну награду за слику 1996. године за изванредну анимирану / живу радњу / драмску омладинску или дечију серију / специјалну.

## Улоге
- Кристофер Даниел Барнс – Питер Паркер / Спајдермен
- Ед Аснер – Џ. Џона Џејмсон
- Џенифер Хејл – Фелиша Харди / Црна Мачка
- Сара Балантајн – Мери Џејн Вотсон
- Роско Ли Браун – Кингпин
- Линда Гари / Јулија Бенет – Тетка Меј Паркер
- Гари Имхоф – Хари Озборн / Зелени Гоблин
- Родни Солсбери – Џозеф "Роби" Робертсон
- Марк Хамил – Хобгоблин
- Хенк Азарија – Еди Брок / Веном